# Tudor-Queen-Typ
Der Tudor-Queen-Typ oder die Tudor-Queen-Klasse war eine im Zweiten Weltkrieg in Großbritannien gebaute Serie von Küstenfrachtschiffen. Sie zählen zur Gruppe der Empire-Schiffe.

## Beschreibung
Die Schiffe wurden im Auftrag des Ministry of War Transport (MoWT) gebaut. Die Grundlage und Typschiff des Entwurfs war der 1941 bei der Burntisland Shipbuilding Company für die Reederei British Channel Islands Shipping Company in London gebaute Frachter Tudor Queen. Nach dessen Vorbild entstanden 10 Schiffe bei den Werften John Lewis in Aberdeen, Ardrossan Dockyard in Ardrossan und George Brown & Company in Greenock.
Der Schiffstyp war als Massengut-Küstenfrachter für den Inseldienst entworfen worden. Die Decksaufteilung der Schiffe orientierte sich an den Raised Quarter Decker- und Welldeckerkonstruktionen der Colliers jener Jahre. Hinter der Back schloss sich ein tief herabgezogenes Hauptdeck mit dem vorderen Laderaum an. Dahinter, etwas vorlicher als mittschiffs, war das vordere Deckshaus mit der Brücke angeordnet. Hinter den Brückenaufbauten lag der hintere Laderaum, dessen Wetterdeck höher als das vordere gebaut war. Dahinter lag eine erhöhte Poop, in der die Besatzung untergebracht war. Der Maschinenraum lag achtern und als Antriebsanlage diente jeweils eine Dreifachexpansions-Dampfmaschine. Bei einer Länge von knapp 65 Metern und einer Breite von gut zehn Metern verfügten die Einheiten über eine Tragfähigkeit von 1360 Tonnen. Der Bau der Serie dauerte von 1944 bis 1946.
In der Nachkriegszeit wurden die Schiffe bei verschiedenen Reedereien vorwiegend in der europäischen Holz- und Massengutfahrt eingesetzt.

## Die Schiffe
| Tudor-Queen-Typ  | Tudor-Queen-Typ    | Tudor-Queen-Typ   | Tudor-Queen-Typ |
| Bauname          | Bauwerft/Baunummer | Ablieferung       | Spätere Namen und Verbleib |
| ---------------- | ------------------ | ----------------- | --- |
| Empire Cheyne    | Lewis/182          | 26. Dezember 1944 | 1946 Saltfleet, am 3. Oktober auf einer Reise mit Kohle von Goole nach Poole im Nebel bei Reedness gestrandet und am folgenden Tag gesunken, später in situ verschrottet |
| Empire Drover    | Ardrossan/398      | 1944              | 1946 Roman Queen, 1961 in Hendrik-Ido-Ambacht verschrottet |
| Empire Balham    | Brown/232          | Mai 1945          | 1946 Nordic Queen, 1958 Maldive Star, ab Dezember 1972 in Gadani abgebrochen                                                                                             |
| Empire Bromley   | Brown/-            | 1945              | - |
| Empire Chelsea   | Lewis/-            | 1945              | - |
| Empire Fenchurch | Lewis/-            | 1945              | 1946 Yewforest, 1954 Perelle, 1962 in Schweden abgebrochen |
| Empire Kew       | Lewis/-            | 1945              | - |
| Empire Richmond  | Lewis/-            | 1945              | - |
| Empire Lewisham  | Brown/-            | 1946              | - |
| Empire Kingsway  | Brown/-            | 1946              | 1946 The Emperor, 1963 in Boom verschrottet |
| Daten:           |                    |                   | |